# Kate Walsh
Pour les articles homonymes, voir Walsh.
Kate Walsh, née Kathleen Erin Walsh, le 13 octobre 1967 à San José, (Californie, États-Unis), est une actrice et productrice américano-italienne.

## Biographie

### Enfance et formation
Kathleen Erin Walsh naît le 13 octobre 1967 à San José, en Californie, aux (États-Unis), elle est la fille d'Angela C. (née Bochetto) et de Joseph P. Walsh. Elle grandit à Tucson, dans l'Arizona. Son père est irlandais, originaire de Navan, dans le comté de Meath, et sa mère a des origines italiennes. Kate a quatre frères et sœurs.
Elle étudie à l'université d'Arizona, où elle s'implique dans le théâtre régional.
Avant de devenir actrice, Kate a eu plusieurs emplois chez Burger King ou encore Dairy Queen. Dans les années 1980, elle était mannequin au Japon et donnait des cours d'anglais. Quelques années plus tard, elle s'installe à Chicago et travaille au Piven Theatre Workshop ainsi qu'à la National Public Radio.
Elle déménage ensuite à New York, rejoint la troupe de comédie Burn Manhattan et joue un certain nombre de pièces à Broadway.

### Carrière

#### Débuts et progression dans la comédie (1996-2005)
Elle débute à la télévision américaine en 1996, en incarnant Cathy Buxton dans un épisode de la série policière Homicide. Elle tourne aussi dans la foulée un épisode de la série policière New York, police judiciaire. La même année, elle est à l'affiche du film Normal Life aux côtés de Luke Perry.
Mais c'est à la télévision qu'elle enchaîne les petits rôles, jusqu'à un rôle récurrent dans la sitcom déjà installée Le Drew Carey Show. Elle y incarne la jolie Nick dans les saisons 3 et 4, diffusées de 1997 à 1998, ce qui lui permet de se faire remarquer et d'obtenir le rôle principal de The Mike O'Malley Show pour un lancement en 1999. Cependant, cette sitcom ne dépasse pas deux épisodes.
L'actrice accepte donc un rôle récurrent dans une autre série, The Norm Show, pour quatre épisodes programmés en 2000 et 2001, avant de revenir dans Le Drew Carey Show, alors dans sa septième saison, pour quelques épisodes.
Parallèlement, elle participe à la première saison de la comédie de la chaîne HBO Le Journal intime d'un homme marié et à trois épisodes de la série d'action évènement de la rentrée 2000 de la chaîne CBS, un remake du Fugitif.
Durant les années 2003 à 2005, elle participe à différentes productions : si elle fait partie de la distribution principale d'une nouvelle sitcom éphémère - The Men's Room -, elle enchaîne surtout les apparitions isolées dans des séries déjà installées : deux épisodes de la série d'action Karen Sisco, puis un seul de la sitcom Les Sauvages, ou encore une courte apparition dans la très populaire série policière Les Experts, pour un épisode diffusé en avril 2005. Le même mois, elle apparaît dans l'éphémère série Eyes, lancée par ABC.
Parallèlement, elle apparaît aussi sur grand écran : dans la romance Sous le soleil de Toscane, menée par Diane Lane, ou encore le thriller d'action Coup d'éclat, avec Pierce Brosnan et Salma Hayek. Elle collabore aussi à de multiples reprises avec la star de la comédie Will Ferrell : d'abord pour la comédie familiale sportive Match en famille, puis l'adaptation Ma sorcière bien-aimée avec Nicole Kidman dans le rôle-titre, et enfin les satires Présentateur vedette : La Légende de Ron Burgundy et Wake Up, Ron Burgundy: The Lost Movie.

#### Révélation et confirmation télévisuelle:Grey's AnatomyetPrivate Practice(2005-2013)

Logo de la série télévisée Private Practice.

Mais c'est dans un registre dramatique qu'elle est révélée à une audience internationale : début 2005, elle prête ses traits au Dr. Addison Forbes-Montgomery dans la dernière scène de la première saison d'une nouvelle série médicale, Grey's Anatomy. Le programme connaît déjà un large succès commercial, et quand le programme revient en saison 2 à la rentrée 2005, l'actrice est promue régulière, les producteurs étant convaincus par le succès du rôle et par le triangle amoureux Addison/Derek/Meredith.

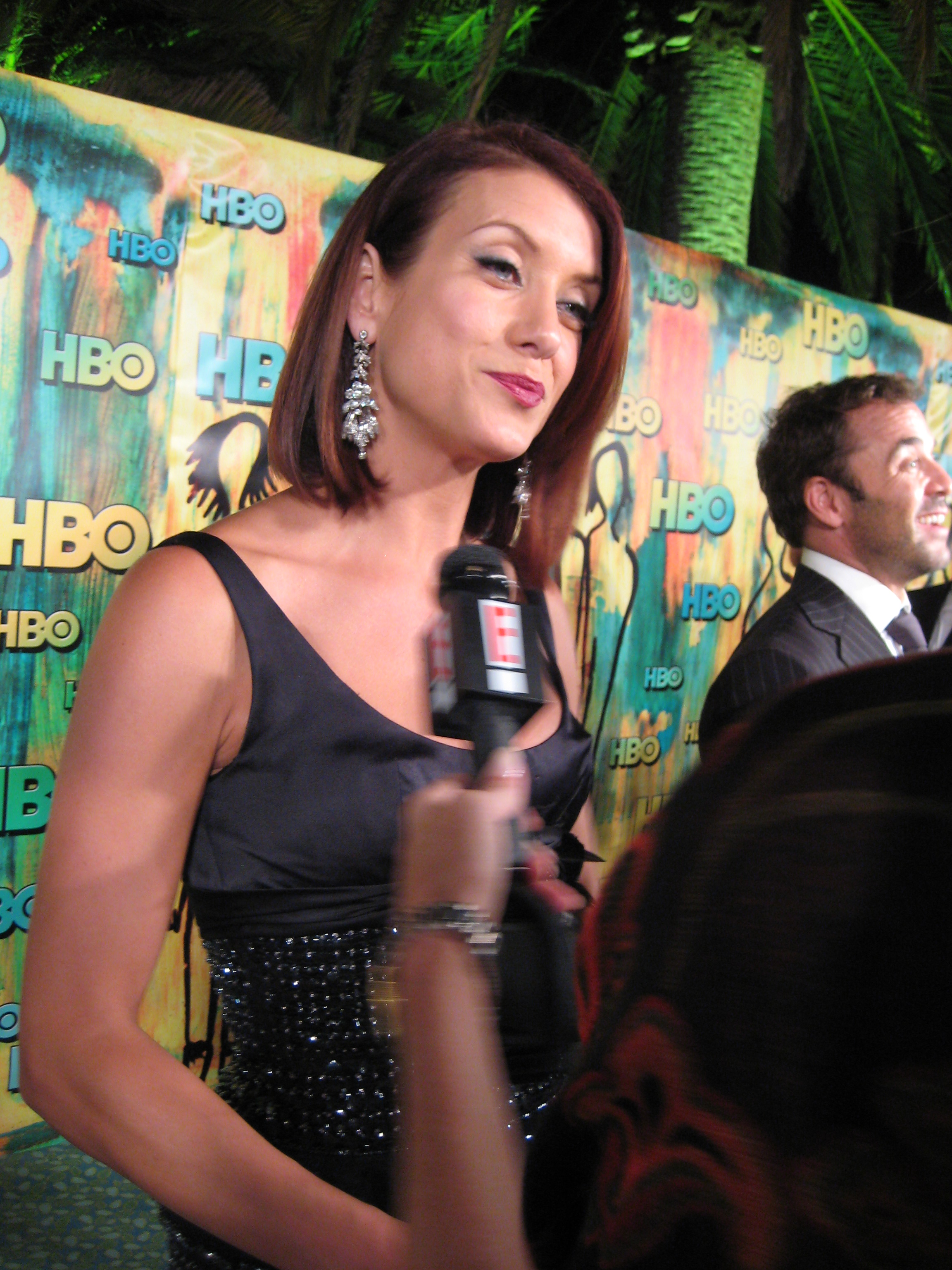
Kate Walsh à la soirée post-Emmys d'HBO, en septembre 2008.

Les audiences progressent tout au long de cette seconde saison mais l'actrice, habitant à Los Angeles, doit sans cesse se déplacer pour rejoindre les plateaux de tournage de Grey's Anatomy. Elle fait part de cette situation à la créatrice Shonda Rhimes, qui développe alors une série dérivée pour la chaîne ABC.
Celle-ci est  basée sur le personnage d'Addison retournant à son cabinet californien. Les épisodes 22 et 23 de la saison 3 de Grey's Anatomy servent de pilote à cette nouvelle série, intitulée Private Practice. La réception de ce nouveau programme est bonne et il fait officiellement ses débuts sur ABC à la rentrée 2007.
En 2011, Kate Walsh est nommée pour le People's Choice Awards de la meilleure actrice dans une série télévisée dramatique. Le 12 juin 2012, l'actrice annonce que la sixième saison sera la dernière de ce spin-off.
Parallèlement, l'actrice a participé à quelques projets cinématographiques : en 2010, le péplum Légion ; en 2012, la comédie dramatique indépendante Le Monde de Charlie, de Stephen Chbosky ; en 2013, qui vaut à l'ensemble du casting le titre de meilleure distribution de l'année[Quoi ?] lors des San Diego Film Critics Society. Elle apparaît brièvement dans la potacherie Scary Movie 5 ou encore la comédie dramatique Just Before I Go. L'actrice a en effet toujours tenté de garder un pied dans l'humour, participant à plusieurs vidéos du site Funny or Die et d'autres sketchs.

#### Perte de vitesse (2013-2016)

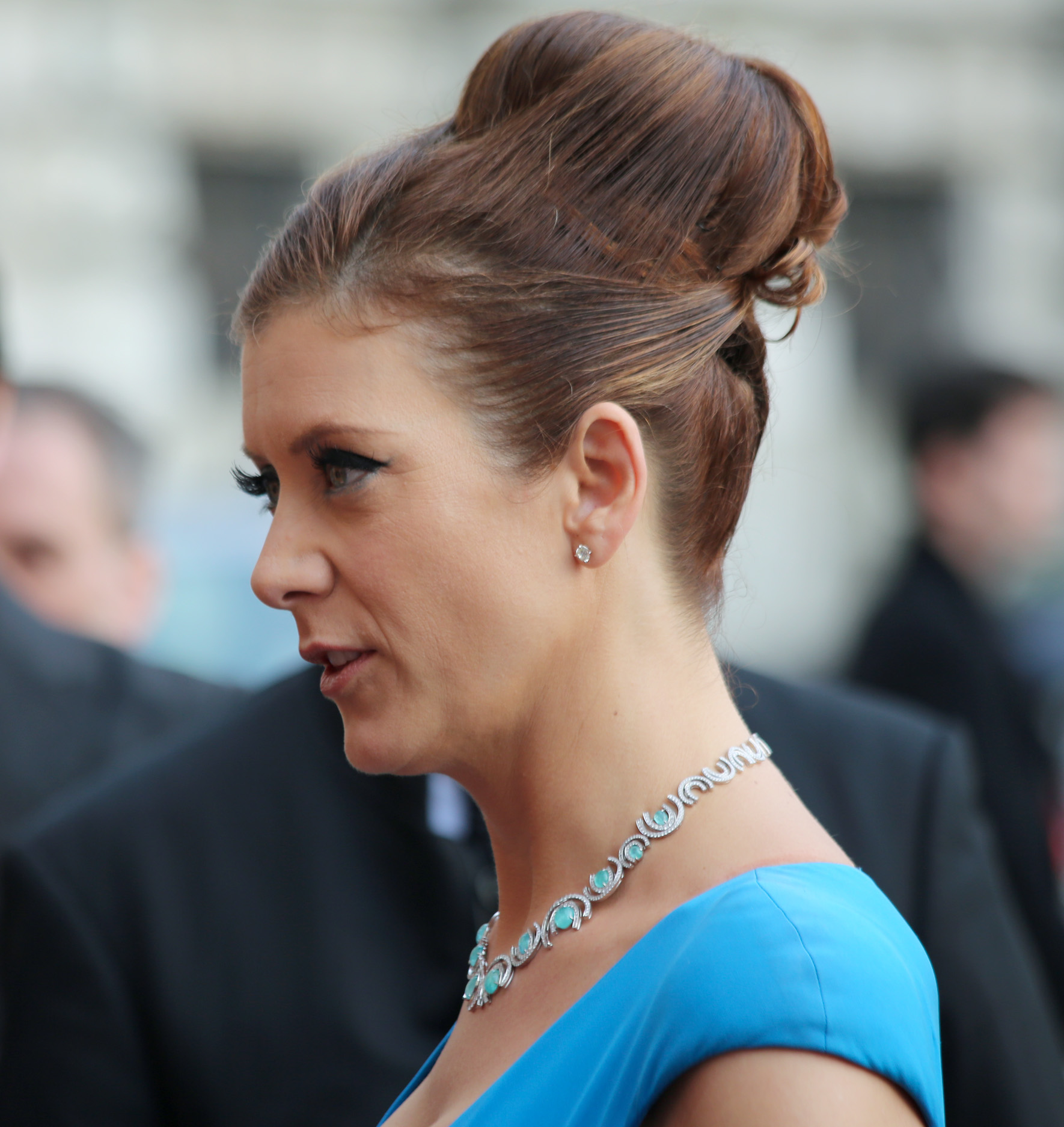
Kate Walsh, en avril 2013, à Vienne, pour les Romy Film Awards.

À la fin de Private Practice, elle prépare soigneusement son retour : en 2013, elle fait partie des quelques stars de la télévision américaine apparaissant dans la série anthologique Full Circle. Elle apparaît ensuite dans quatre épisodes de la saison inaugurale de l'acclamée série thriller Fargo, diffusés début 2014.
Et à la rentrée 2014, elle revient dans son propre programme, la comédie Bad Judge. Cette comédie où elle officie également en tant que productrice exécutive, est néanmoins un échec critique et commercial, et disparaît au bout des 13 épisodes commandés.
Elle enchaîne donc avec les tournages de films à moyen budget, aux côtés d'autres ex-vedettes de séries télévisées populaires : d'abord Any Day, une romance sur fond de guerre, avec Eva Longoria (Desperate Housewives) et Sean Bean (Game of Thrones). Puis le thriller d'action Desiree, avec Joseph Morgan (The Vampire Diaries), Ron Perlman (Sons of Anarchy) et Walton Goggins (Justified). Enfin, elle côtoie des membres de l'émission comique culte Saturday Night Live pour le tournage de la comédie Staten Island Summer. Tous ces films, sortis en 2015, passent inaperçus.

#### Retour télévisuel (2017-présent)
En 2017, elle rejoint la distribution principale d'une nouvelle série développée par la plateforme Netflix, 13 Reasons Why, notamment produite par Selena Gomez. Cette série suit le parcours de Clay Jensen, un adolescent de dix-sept ans, qui reçoit une boîte contenant treize cassettes de la part d'une de ses amies, Hannah Baker, qui a mis fin à ses jours quelques semaines plus tôt. Kate Walsh incarne la mère d'Hannah, dévastée par la perte de sa fille. La série est acclamée par la critique et est officiellement renouvelée pour une seconde saison, l'actrice y confirme son retour.
La même année, elle tourne une publicité aux côtés de Patrick Dempsey, un clin d’œil à leurs années Grey's Anatomy. Il s'agit d'une campagne de sensibilisation pour une compagnie d'assurance afin d'inciter les américains à se rendre régulièrement chez leur médecin pour réaliser des check-up.
Au cinéma, elle tourne le thriller historique The Secret Man: Mark Felt, avec Liam Neeson et Diane Lane puis, elle décroche également un second rôle dans la comédie Girls Trip, aux côtés de Jada Pinkett Smith, Queen Latifah et Regina Hall. Le film est un immense succès au box office et devient le film afro-américain le plus rentable du cinéma. Elle intervient également dans la comédie #Realityhigh diffusée sur la plateforme Netflix.
La saison 2 de 13 Reasons Why est diffusée en mai 2018 et reçoit des critiques globalement mitigées mais la performance de Kate Walsh, quasi omniprésente en comparaison de la précédente, y est largement saluée.
En 2019, elle rejoint une autre production de la plateforme de vidéo à la demande, en intégrant la large distribution de la série Umbrella Academy, adaptation du comics de Gerard Way, interprétant The Handler, un personnage à la tête d'une organisation spécialisée,,,. Avant cela, elle est à l'affiche de la comédie Ideal Home, porté par Paul Rudd et Steve Coogan. Et elle joue aussi dans un épisode de la sitcom Fam portée par Nina Dobrev.
Puis, elle joue dans la comédie dramatique indépendante Sell By aux côtés de Patricia Clarkson, une production saluée qui lui vaut un prix de la meilleure actrice.
L'année suivante, elle rejoint la distribution régulière de la série Emily in Paris, portée par Lily Collins. Une production signée Darren Star, pour le réseau Paramount Network.

## Vie personnelle
Kate Walsh épouse Alex Young, le coprésident de la division Production de la 20th Century Fox, le 1er septembre 2007 avant de divorcer 15 mois plus tard. Elle partage ensuite la vie de Chris Case pendant 6 ans, jusqu'en 2015. En 2016, elle fréquente Trevor Davis.

En septembre 2017, l'actrice a révélé avoir eu une tumeur au cerveau. Elle se trouvait sur le tournage de Bad Judge, se sentant plus fatiguée qu'à l'accoutumée, rencontrant des difficultés d'expression, des problèmes cognitifs. Après une série d'examens, elle fut opérée trois jours plus tard, d'un méningiome de la taille d'un citron.

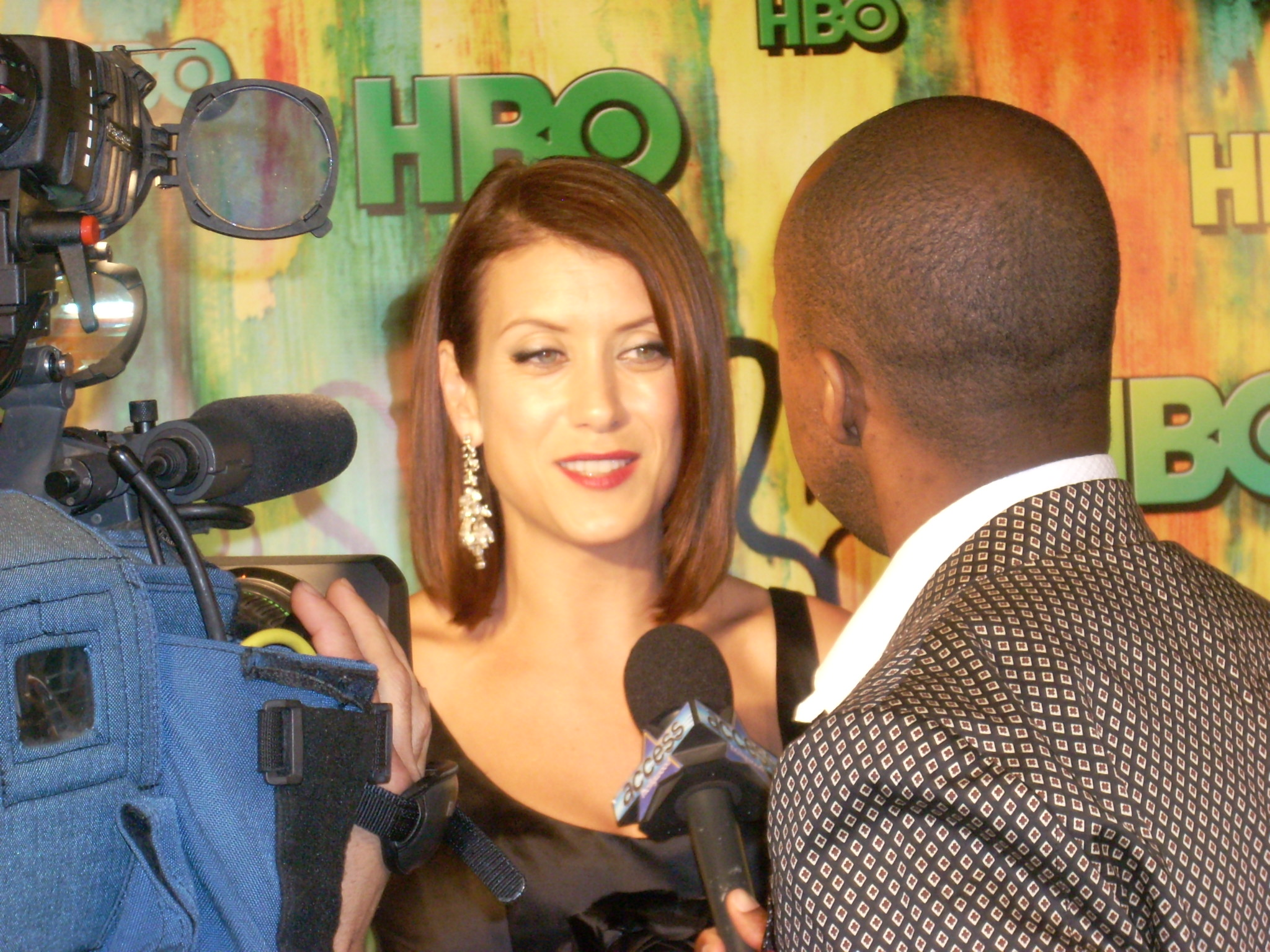
Kate Walsh, lors des Emmy Awards 2008.

En 2007, Kate a été la porte-parole du réseau de Narcolepsie[Quoi ?] à travers différentes publicités.
Durant l'élection présidentielle américaine de 2008, Kate participe à la chanson Yes We Can, écrite par le chanteur will.i.am. Elle fait également campagne pour Barack Obama en Arizona, au Texas, au Nevada et en Pennsylvanie.
Elle est très impliquée dans l'adoption d'animaux domestiques. Elle participe souvent à des campagnes de sensibilisation. Le 7 février 2008, Kate participe à l'ouverture officielle du centre d'adoption de chiens Pedrigree Dogstore à Times Square.
Kate fonde BoyfriendLLC, une société de produits cosmétiques, en 2010. Elle sort son premier parfum en novembre 2010, intitulé « Boyfriend ».
Elle soutient aussi l'organisation Oceana, qui protège et restaure les océans du monde à travers des campagnes politiques ciblées. Elle a d'ailleurs rejoint le groupe lors d'un voyage aux îles Vierges pour assister à l'éclosion des œufs de tortues marines : « Je veux passer le mot et que les gens prennent conscience des défis auxquels sont confrontées les tortues marines, je tiens aussi à obtenir une loi adaptée à aider et à protéger les tortues marines. ». Elle fait référence à Oceana durant son apparition à l'émission de Jay Leno, The Tonight Show, où elle apparait recouverte de sushi, faisant ainsi référence à Lady Gaga avec sa robe en viande de bœuf lors des MTV Video Music Awards 2010.

## Filmographie
- Pour une liste plus complète, se référer au site IMDb[18].

### Cinéma

#### Longs métrages
- 1996 : Normal Life de John McNaughton : Cindy Anderson
- 1997 : Night of the Lawyers de Phillip Koch : Pressie Brooks (Biker)
- 1998 : Henry: Portrait d'un Serial Killer, Part 2 de Chuck Parello : Cricket
- 1998 : Three Below Zero de Simon Aeby : Moirat
- 1998 : Heaven de Scott Reynolds : Restaurant Trio
- 2000 : Family Man (The Family Man) de Brett Ratner : Jeannie
- 2003 : Sous le soleil de Toscane d'Audrey Wells : Grace
- 2004 : Coup d'éclat de Brett Ratner : Sheila
- 2005 : Match en famille (Kicking and Screaming) de Jesse Dylan : Barbara Weston
- 2005 : Inside Out de David Ogden : Tyne
- 2005 : Ma sorcière bien-aimée de Nora Ephron : serveuse sexy
- 2006 : Veritas, Prince of Truth (en) de Arturo Ruiz-Esparza : Nemesii
- 2007 : One Way to Valhalla de Karen Goodman : Raina
- 2007 : Chambre 1408 de Mikael Håfström : Ex-femme de Mike Enslin (non créditée)
- 2010 : Légion de Scott Charles Stewart : Sandra Anderson
- 2010 : Angels Crest de Gaby Dellal : Roxanne
- 2012 : Le Monde de Charlie (The Perks of Being a Wallflower) de Stephen Chbosky : la mère de Charlie
- 2013 : Scary Movie 5 de Malcolm D. Lee : Mal
- 2014 : Just Before I Go de Courteney Cox : Kathleen Morgan
- 2015 : Staten Island Summer de Rhys Thomas : la mère de Danny
- 2015 : Desiree de Ross Clarke : Morell
- 2015 : Any Day de Rustam Branaman : Bethley
- 2017 : Girls Trip de Malcolm D. Lee : Elizabeth Davelli
- 2017 : The Secret Man - Mark Felt (Mark Felt: The Man Who Brought Down the White House) de Peter Landesman : Pat Miller
- 2017 : #Realityhigh de Fernando Lebrija : Dr. Fiona Shively
- 2017 : If I Forget de David Horn : Holly Fisher
- 2018 : Ideal Home d'Andrew Fleming : Kate
- 2019 : Sell By de Mike Doyle : Elizabeth
- 2019 : 3022 de Ryan Binaco : Jackie Miller
- 2020 : The Good Criminal (Honest Thief) de Mark Williams : Annie Sumpter
- 2021 : Sometime Other Than Now de Dylan McCormick : Kate

#### Courts métrages
- 1997 : Peppermills de Isabel Hegner : Lena
- 2002 : A Day in the Life of Nancy M. Pimental de J.M. Kenny : Kate
- 2002 : Anatomy of a Breakup de Judy Minor : Lorra
- 2008 : Straight on Till Morning de Casey Hallen : Sarah
- 2015 : The Hypothetical Star Wars Holiday Special de Nick Corirossi et Charles Ingram : Rey (voix)
- 2017 : Best Fiends Boot Camp d'Augusto Schillaci : Jojo (voix)
- 2018 : Best Fiends: Fort of Hard Knocks d'Augusto Schillaci : Jojo (voix)
- 2018 : Best Fiends: Baby Slug's Big Day Out d'Augusto Schillaci : Jojo (voix)
- 2019 : Best Fiends: Howie's Gift d'Augusto Schillaci : Jojo (voix)

### Télévision

#### Téléfilms
- 2004 : Wake Up, Ron Burgundy: The Lost Movie de Adam McKay : Sue
- 2005 : Bobby Cannon de Barry Kemp : London

#### Séries télévisées
- 1996 : Swift Justice : Paula 'Paulie' Goddard (saison 1, épisode 11)
- 1996 : Homicide : Cathy Buxton (saison 4, épisode 15)
- 1997 : New York, police judiciaire (Law and Order) : Lt. Kirstin Blair (saison 8, épisode 3)
- 1997 - 2002 : Le Drew Carey Show : Nicki Fifer (21 épisodes)
- 1998 : Cupid : Heidi (saison 1, épisode 6)
- 1999 : The Mike O'Malley Show : Marcia (saison 1, épisodes 1 et 2)
- 1999 : Turks : Terry (épisode inconnu)
- 2000 - 2001 : The Norm Show : Jenny (5 épisodes)
- 2000 : Mon ex, mon coloc et moi (Cursed) : Stace (saison 1, épisode 4)
- 2001 : Le Journal intime d'un homme marié : Carol Nelson (saison 1, épisodes 1, 2, 6 et 7)
- 2001 : Le Fugitif : Agent Eve Hilliard (saison 1, épisodes 14, 16 et 18)
- 2003 - 2004 : Karen Sisco : Marley Novak (saison 1, épisodes 7 et 9)
- 2003 - 2004 : The Men's Room : Karen (saison 1, épisodes 2, 3 et 4)
- 2004 : Les Sauvages : Maggie (saison 1, épisode 9)
- 2004 : Les Experts : Mimosa (saison 5, épisode 8)
- 2004 : Joint Custody : Florence (pilote non retenu)
- 2005 - 2012 : Grey's Anatomy : Dr Addison Montgomery (59 épisodes)
- 2005 : Eyes : Kendall Judd (saison 1, épisode 3)
- 2006 : Cheap Seats; Without Ron Parker : Rochelle (saison 4, épisode 13)
- 2007 - 2013 : Private Practice : Dr Addison Montgomery (111 épisodes)
- 2009 : Les Rois du Texas : Katt Savage (voix) (saison 13, épisode 12)
- 2010 : Funny or Die Presents… : Rodriguez (saison 1, épisodes 5, 8, 10 et 12)
- 2010 : Childrens Hospital : Elle-même (saison 2, épisode 6)
- 2013 : Newsreaders : Elle-même (saison 1, épisode 10)
- 2013 : Full Circle : Trisha (saison 1, épisodes 7, 8 et 10)
- 2014 : Fargo : Gina Hess (saison 1, épisodes 1, 3, 7 et 8)
- 2014 : The Hotwives : Fiona (saison 1, épisode 6)
- 2014 - 2015 : Bad Judge : Rebecca Wright (13 épisodes) -également productrice exécutive de 9 épisodes-
- 2015 : Undateable : Kate (saison 2, épisode 8)
- 2015 : Everyone's Crazy But Us (mini série) : Meg
- 2017 - 2019 : 13 Reasons Why : Mrs. Baker, mère d'Hannah (rôle principal, saisons 1 et 2 - invitée, saison 3 - 27 épisodes)
- 2018 : Corporate : Alyssa Armstrong (1 épisode)
- 2018 - 2019 : American Dad! : Une prostituée / Une professeur (voix, 2 épisodes)
- 2019-2020 : Umbrella Academy (The Umbrella Academy) : La directrice de la Commission (saison 1, 4 épisodes et principale saison 2)
- 2019 : Fam : Jolene (1 épisode)
- depuis 2020 : Emily in Paris : Madeline Wheeler (rôle récurrent)
- depuis 2021 : Grey's Anatomy : Dr Addison Montgomery

### Jeux vidéo
- 1994 : Club Dead : Lana Powers (voix)

## Distinctions

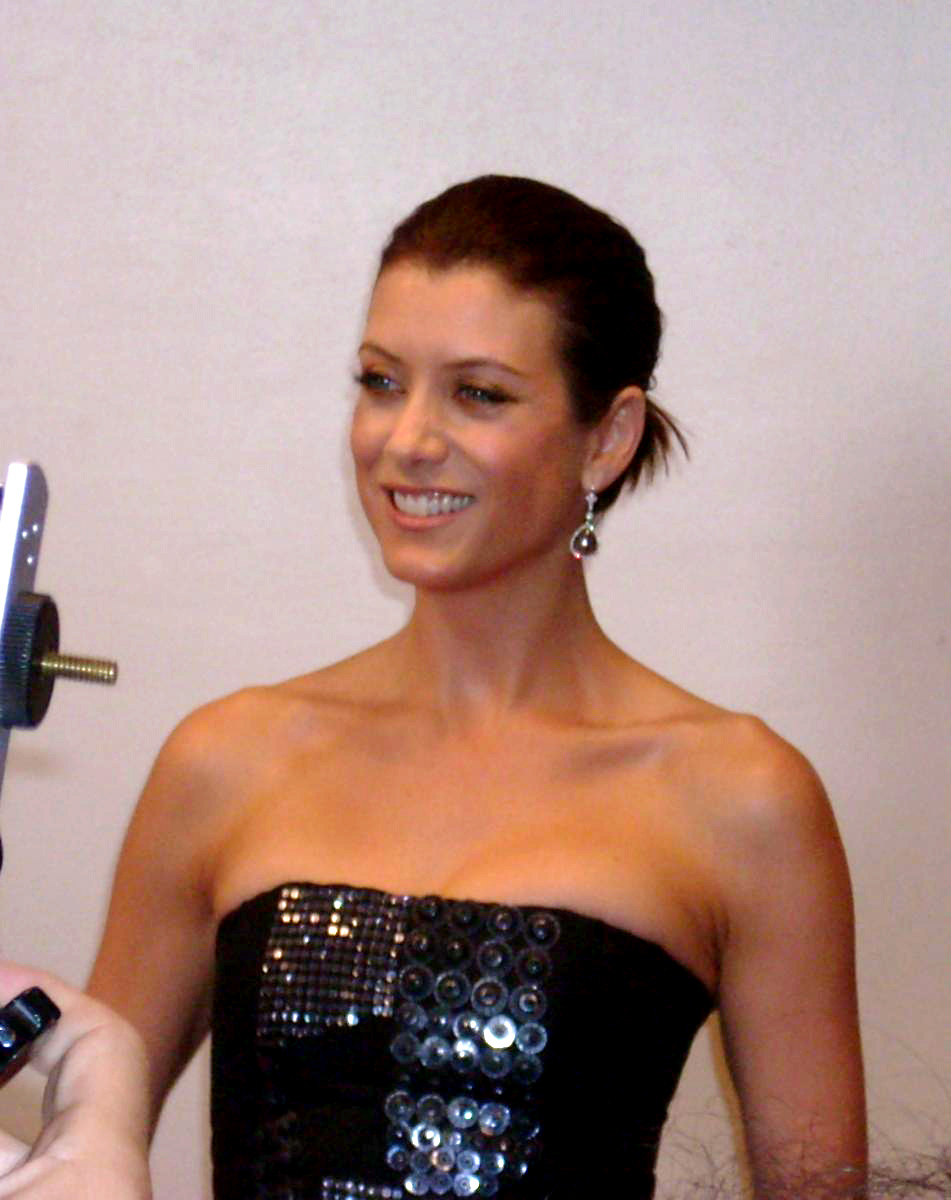
Kate Walsh, lors des WGA Awards de 2009.

Sauf indication contraire ou complémentaire, les informations mentionnées dans cette section proviennent de la base de données IMDb.

### Récompenses
- Satellite Awards 2006 : meilleure distribution pour Grey's Anatomy
- Screen Actors Guild Awards 2007 : meilleure distribution pour une série télévisée dramatique dans Grey's Anatomy
- San Diego Film Critics Society 2012 : Meilleure distribution pour Le Monde de Charlie
- Westfield International Film Festival 2019 : meilleure actrice pour Sell By

### Nominations
- Gold Derby Awards 2006 : Meilleure distribution pour Grey's Anatomy
- Screen Actors Guild Awards 2006 : meilleure distribution pour une série télévisée dramatique dans Grey's Anatomy
- Gold Derby Awards 2007 : Meilleure distribution pour Grey's Anatomy
- Screen Actors Guild Awards 2008 : meilleure distribution pour une série télévisée dramatique dans Grey's Anatomy
- People's Choice Awards 2011 : Meilleure actrice dans une série télévisée dramatique pour Private Practice
- Awards Circuit Community Awards 2012 : Meilleure distribution pour Le Monde de Charlie

## Voix francophones
| - Anne Deleuze dans : - Grey's Anatomy (série télévisée) - Private Practice (série télévisée) - Dernier été à Staten Island - Marie-Ève Dufresne dans (les séries télévisées) : - 13 Reasons Why - Umbrella Academy - Marcha Van Boven (Belgique) dans : - Girls Trip - #Realityhigh | Et aussi - Monia Douieb dans Le Monde de Charlie - Julie Dumas dans Match en famille - Danièle Douet dans Légion - Emmanuelle Rivière dans Fargo (série télévisée) - Sharon Mann dans Emily in Paris (série télévisée) - Déborah Perret dans The Good Criminal |